# Eressa khasiana
Eressa khasiana là một loài bướm đêm thuộc phân họ Arctiinae, họ Erebidae.